# Mount MacKenzie
Der Mount MacKenzie ist ein 2143 m hoher Vulkan in der kanadischen Provinz British Columbia. Er liegt 40 km nordöstlich von Hagensborg und ist einer der vulkanischen Gipfel der Rainbow Range, welche eine der drei wichtigsten Schildvulkane ist, die den Anahim-Vulkangürtel bilden. Der Mount MacKenzie entstand bei der Bewegung der Nordamerikanischen Platte über einen Hotspot, ähnlich dem, der die Hawaii-Inseln nährt und als Anahim Hotspot bezeichnet wird.